# Torrendiella cannibalensis
Torrendiella cannibalensis är en svampart som beskrevs av P.R. Johnst. & Gamundí 2000. Torrendiella cannibalensis ingår i släktet Torrendiella och familjen Sclerotiniaceae.   Inga underarter finns listade i Catalogue of Life.